# RK Zagreb
Rukometni klub Zagreb je najtrofejniji hrvatski rukometni klub. Osnovan je 1922. godine u Zagrebu. Klupska boja je belo-plava. Rukometni klub Zagreb je 39 puta bio nacionalni prvak (uz još četiri titule prvaka bivše Jugoslavije u velikom rukometu), a 33 puta bio je pobednik nacionalnog kupa. Zagreb je dva puta bio prvak Evrope godine 1992. i 1993, a četiri puta viceprvak Evrope. Jednom je bio i pobednik regionalne SEHA lige. Domaće utakmice klub igra u Arena Zagreb. Trenutno se takmiči u Premijer ligi Hrvatske, regionalnoj SEHA ligi kao i u najjačem evropskom takmičenju EHF ligi šampiona.

## Uspesi (veliki rukomet)
- Prvak Jugoslavije (4) : 1948, 1949, 1954, 1956.  
  - Viceprvak (2) : 1952, 1955.
- Prvak SR Hrvatske (5) : 1946, 1948, 1950, 1952, 1954.  
  - Viceprvak (4) : 1947, 1949, 1950, 1955.

## Uspesi
- Nacionalni prvak : (38)
  - Prvak Jugoslavije (6) : 1957, 1961/62, 1962/63, 1964/65, 1988/89, 1990/91.
  - Viceprvak (2) : 1954, 1965/66.
  - Prvak Hrvatske (33) : 1992, 1992/93, 1993/94, 1994/95, 1995/96, 1996/97, 1997/98, 1998/99, 1999/00, 2000/01[2], 2001/02[3], 2002/03, 2003/04, 2004/05, 2005/06, 2006/07, 2007/08, 2008/09, 2009/10, 2010/11, 2011/12, 2012/13, 2013/14, 2014/15, 2015/16, 2016/17, 2017/18, 2018/19, 2020/21, 2021/22, 2022/23, 2023/24, 2024/25.

- Nacionalni kup : (33)
  - Osvajač kupa Jugoslavije (2) : 1962, 1990/91.
  - Finalista (1) : 1961.
  - Osvajač kupa Hrvatske (31) : 1992, 1992/93, 1993/94, 1994/95, 1995/96, 1996/97, 1997/98, 1998/99, 1999/00, 2002/03, 2003/04, 2004/05, 2005/06, 2006/07, 2007/08, 2008/09, 2009/10, 2010/11, 2011/12, 2012/13, 2013/14, 2014/15, 2015/16, 2016/17, 2017/18, 2018/19, 2020/21, 2021/22, 2022/23, 2023/24, 2024/25.
  - Finalista (1) : 2001/02.

- Zimsko prvenstvo Jugoslavije:
  - Prvak (2) : 1966, 1967.

- Liga šampiona:
  - Pobednik (2) : 1991/92, 1992/93.
  - Finalista (4) : 1994/95, 1996/97, 1997/98, 1998/99.

- Superkup Evrope :
  - Osvajač (1) : 1993.

- Kup pobednika kupova :
  - Finalista (1) : 2004/05.

- SEHA liga :
  - Prvak (1) : 2012/13.
  - Finalista (4) : 2017/18, 2018/19, 2020/21, 2021/22.

## Spoljašnje veze
- Službena stranica kluba